# 英蘇盃
英蘇杯（Anglo-Scottish Cup）是70年代在夏季舉行由英格蘭及蘇格蘭的足球聯賽中挑選八隊精英球隊參加的足球錦標賽，在1975年首次舉行，作為停辦之德士古杯的延續。比賽的形式與德士古杯類同，但只有英格蘭及蘇格蘭的球隊參加。隨著英格蘭的參賽球隊逐漸由低級別的聯賽選出，公眾對這項比賽的興趣日漸減退，蘇格蘭的球隊在1981年亦退出比賽，只餘英格蘭的球隊以聯賽團體盃（Football League Group Cup）的名義再進行了兩屆比賽。

## 歷屆冠軍
決賽分主客兩回合，累計入球較多的一隊為冠軍
| 1976年 | 英格兰 | 1 | 英格兰 | 0 |
| 1977年 | 英格兰 | 5 | 英格兰 | 1 |
| 1978年 | 英格兰 | 3 | 蘇格蘭 | 2 |
| 1979年 | 英格兰 | 4 | 英格兰 | 1 |
| 1980年 | 蘇格蘭 | 5 | 英格兰 | 1 |
| 1981年 | 英格兰 | 2 | 英格兰 | 1 |

1981年最後一屆英蘇盃設有分組預賽，共有四組英格蘭球隊，每組四隊，每組的出線球隊連同四隊蘇格蘭球隊晉身半準決賽階段。在分組比賽時，每場射入三球或以上的球隊可額外加1分。參加分組預賽的球隊為：
- 黑池 、普雷斯頓。

粗體字的是獲出線的球隊
| 艾迪爾人 | 2-4 | 0-1 | 英格兰 |
| 黑池     | 2-1 | 2-4 | 蘇格蘭 |
| 英格兰   | 2-0 | 1-1 | 蘇格蘭 |
| 蘇格蘭   | 1-1 | 0-3 | 英格兰 |

| 蘇格蘭 | 1-2 | 2-5 | 英格兰 |
| 英格兰 | 1-2 | 1-1 | 英格兰 |

決賽
| 英格兰 | 1-0 | 1-1 | 英格兰 |

## 外部連結
RSSSF網站英蘇杯賽果 （页面存档备份，存于）